# Pierre-Etienne Moitte

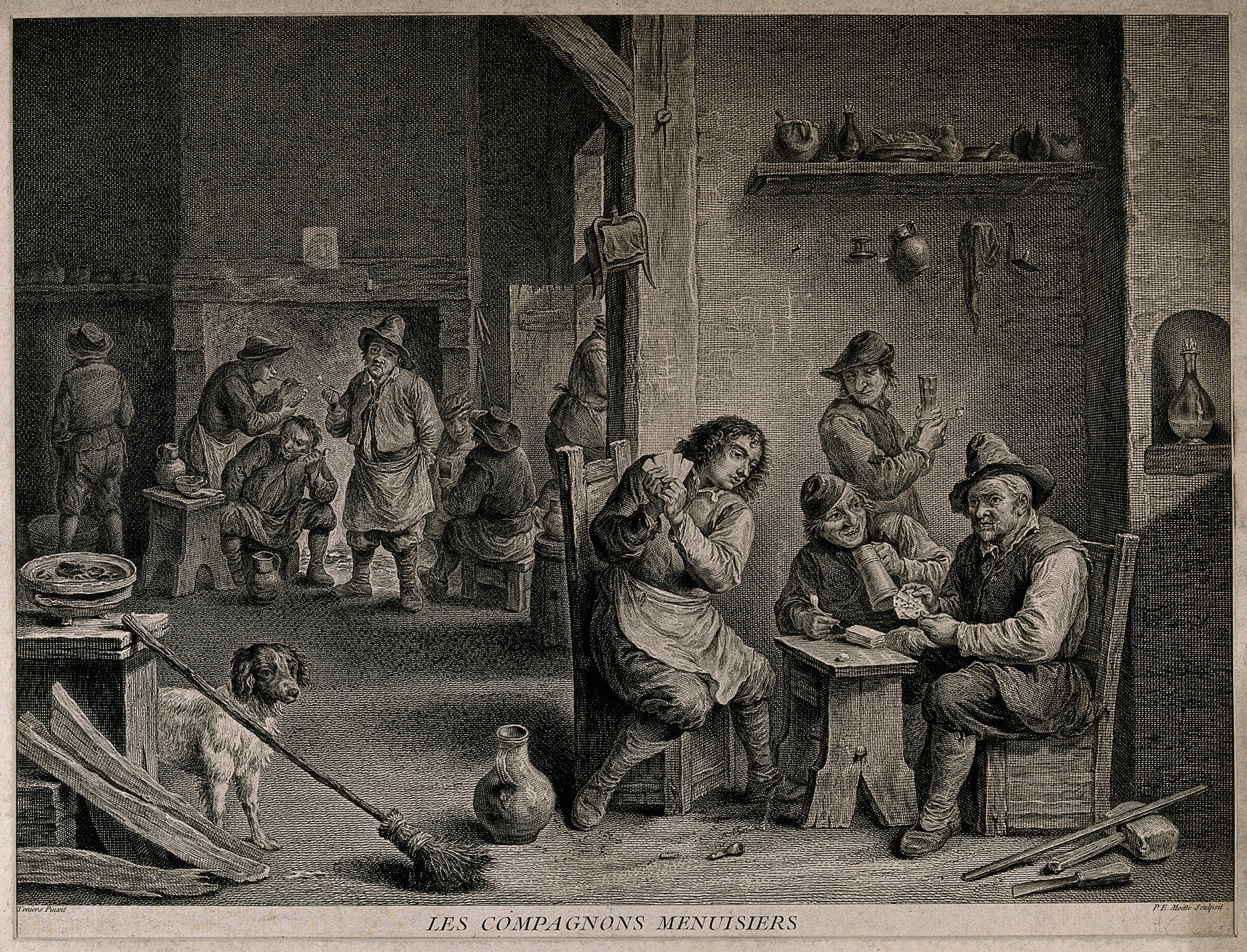
Incisione da David Teniers II

Pierre-Etienne Moitte (Parigi, 1º gennaio 1722 – Parigi, 4 settembre 1780) è stato un pittore e incisore francese.

## Biografia
Divenne un pittore ma è conosciuto soprattutto per le sue incisioni di opere di antichi maestri. Anche suo figlio Alexandre Moitte (1750-1828) divenne pittore mentre l'altro suo figlio, Jean Guillaume Moitte, fu uno scultore che vinse il Prix de Rome.
Moitte morì a Parigi.